# Nikola Vasiljević (ur. 1991)
Nikola Vasiljević (serb. cyr. Никола Васиљевић, ur. 30 czerwca 1991 w Lazarevacu) – serbski piłkarz występujący na pozycji obrońcy w serbskim klubie FK Kolubara.

## Kariera piłkarska
Od 2010 roku występował w FK Kolubarze, OFK Beogradzie, Pandurii Târgu Jiu, Tokushimie Vortis, BATE Borysów i FK Vojvodinie.